# IEEE 802.11d-2001
IEEE 802.11d-2001 또는 IEEE 802.11d는 '부가적 규정 영역'(additional regulatory domains)에 대한 지원이 추가된 IEEE 802.11 사양서의 수정판이다.
802.11은 무선 네트워크 전송 방식들을 관할하는 IEEE 표준들의 집합이다. 각각의 방식들은 오늘날 가정, 사무실, 상업 시설에 무선 연결을 제공하기 위해 802.11a, 802.11b, 802.11g, 802.11n, 802.11ac 버전에 널리 사용된다.
802.11d는 부가적 규정 영역(또는 국가)에서의 작동을 위한 무선 사양이다. 이것은 물리적 계층 요구사항을 정의한다.
- 채널화(Channelization)
- 호핑 패턴(Hopping patterns)
- 현재 MIB 속성의 새로운 값
- 새 규정 영역(또는 국가)으로 802.11 WLAN의 작동을 확장하기 위한 요구 사항